# Architecture & Morality
Architecture & Morality es el tercer álbum de estudio de la banda británica de synth pop Orchestral Manoeuvres in the Dark (OMD), grabado entre 1980-1981 y publicado el 8 de noviembre de 1981 por el sello subsidiario de Virgin Records, DinDisc Records.

## Detalles
Generó tres discos sencillos, uno de ellos en dos partes, con lo cual se convirtió en una de las primeras obras conceptuales del grupo.
Es también uno de los álbumes más importantes de OMD por su uso liberal del mellotrón, un tipo de sintetizador asociado principalmente al movimiento de rock progresivo.
El primer sencillo, «Souvenir», logró el n.º 1 en España, en la lista de Los 40 Principales. El cantante en este tema fue Humphreys, en lugar de McCluskey.
En 2003, el álbum fue republicado en edición remasterizada e incrementada con siete temas adicionales, entre ellos, la canción «Souvenir» en versión extendida.
En 2007 se publicó un DVD, en edición de colección, con dos discos. El disco uno es el mismo CD de la edición remasterizada de 2003. El disco dos incluye 17 canciones, la mayoría interpretaciones en vivo, del concierto de OMD en el Teatro Drury Lane (Londres), efectuado el 4 de diciembre de 1981.

## Listado de canciones
Originalmente se publicó solo en disco de vinilo y en casete de cinta magnética de audio.

### Edición original
| Lado A |                     |          |  |
| N.º    | Título              | Duración |  |
| 1.     | «The New Stone Age» | 3:18     |  |
| 2.     | «She's Leaving»     | 3:26     |  |
| 3.     | «Souvenir»          | 3:36     |  |
| 4.     | «Sealand»           | 7:42     |  |

| Lado B |                                 |          |  |
| N.º    | Título                          | Duración |  |
| 1.     | «Joan of Arc»                   | 3:46     |  |
| 2.     | «Joan of Arc (Maid of Orleans)» | 4:11     |  |
| 3.     | «Architecture & Morality»       | 3:37     |  |
| 4.     | «Georgia»                       | 3:21     |  |
| 5.     | «The Begining and the End»      | 3:44     |  |

La versión en casete contiene los temas distribuidos exactamente igual en sus dos lados.

### Edición en disco compacto
Apareció en 1983, debido a que no había prevalencia del formato digital. Reproduce el contenido del original en vinilo.

| Architecture & Morality |                                 |          |  |
| N.º                     | Título                          | Duración |  |
| 1.                      | «The New Stone Age»             | 3:18     |  |
| 2.                      | «She's Leaving»                 | 3:26     |  |
| 3.                      | «Souvenir»                      | 3:36     |  |
| 4.                      | «Sealand»                       | 7:42     |  |
| 5.                      | «Joan of Arc»                   | 3:48     |  |
| 6.                      | «Joan of Arc (Maid of Orleans)» | 4:10     |  |
| 7.                      | «Architecture & Morality»       | 3:38     |  |
| 8.                      | «Georgia»                       | 3:20     |  |
| 9.                      | «The Begining and the End»      | 3:44     |  |

| Temas adicionales en la reedición 2003 |                                             |          |  |
| N.º                                    | Título                                      | Duración |  |
| 10.                                    | «Extended Souvenir»                         | 4:17     |  |
| 11.                                    | «Motion and Heart» (Amazon version)         | 3:08     |  |
| 12.                                    | «Sacred Heart»                              | 3:31     |  |
| 13.                                    | «The Romance of the Telescope» (Unfinished) | 3:23     |  |
| 14.                                    | «Navigation»                                | 3:01     |  |
| 15.                                    | «Off All the Things We've Made»             | 3:26     |  |
| 16.                                    | «Gravity Never Failed»                      | 3:25     |  |

En 2007 el álbum Architecture & Morality se publicó en edición de colección en dos discos. El disco uno es el mismo CD de la reedición especial de 2003.

| Disco dos de la edición de colección, DVD |                                                                                               |          |  |
| N.º                                       | Título                                                                                        | Duración |  |
| 1.                                        | «Souvenir» (vídeo promocional)                                                                | 3:25     |  |
| 2.                                        | «Joan of Arc» (en vivo en el programa de televisión Top of the Pops el 29 de octubre de 1981) | 2:58     |  |
| 3.                                        | «Maid of Orleas (The Waltz Joan of Arc)» (vídeo promocional)                                  | 4:02     |  |
| 4.                                        | «Almost» (en vivo en el Teatro Drury Lane el 4 de diciembre de 1981)                          | 3:54     |  |
| 5.                                        | «Mistereality» (en vivo en el Teatro Drury Lane el 4 de diciembre de 1981)                    | 2:41     |  |
| 6.                                        | «Joan of Arc» (en vivo en el Teatro Drury Lane el 4 de diciembre de 1981)                     | 3:25     |  |
| 7.                                        | «Motion and Heart» (en vivo en el Teatro Drury Lane el 4 de diciembre de 1981)                | 2:58     |  |
| 8.                                        | «Maid of Orleans» (en vivo en el Teatro Drury Lane el 4 de diciembre de 1981)                 | 3:14     |  |
| 9.                                        | «Statues» (en vivo en el Teatro Drury Lane el 4 de diciembre de 1981)                         | 3:49     |  |
| 10.                                       | «Souvenir» (en vivo en el Teatro Drury Lane el 4 de diciembre de 1981)                        | 3:25     |  |
| 11.                                       | «New Stone Age» (en vivo en el Teatro Drury Lane el 4 de diciembre de 1981)                   | 3:02     |  |
| 12.                                       | «Enola Gay» (en vivo en el Teatro Drury Lane el 4 de diciembre de 1981)                       | 3:29     |  |
| 13.                                       | «Bunker Soldiers» (en vivo en el Teatro Drury Lane el 4 de diciembre de 1981)                 | 2:47     |  |
| 14.                                       | «Electricity» (en vivo en el Teatro Drury Lane el 4 de diciembre de 1981)                     | 4:17     |  |
| 15.                                       | «She's Leaving» (en vivo en el Teatro Drury Lane el 4 de diciembre de 1981)                   | 4:26     |  |
| 16.                                       | «Julia's Song» (en vivo en el Teatro Drury Lane el 4 de diciembre de 1981)                    | 4:25     |  |
| 17.                                       | «Stanlow» (en vivo en el Teatro Drury Lane el 4 de diciembre de 1981)                         | 6:28     |  |

## Créditos
- Andy McCluskey: vocalista y bajo eléctrico.
- Paul Humphreys: sintetizador principal.
- Malcolm Holmes: batería electrónica.
- Martin Cooper: sintetizador.